# SPHL 2011/12
Die Saison 2011/12 war die achte reguläre Saison der Southern Professional Hockey League. Die neun Teams absolvierten in der regulären Saison je 56 Begegnungen. Der Playoff-Sieger, die Columbus Cottonmouths, erhielt den President’s Cup.

## Teamänderungen
Folgende Änderungen wurden vor Beginn der Saison vorgenommen:
- Die Mississippi RiverKings aus der Central Hockey League wurden als Expansionsteam in die Liga aufgenommen.

## Teams der Southern Professional Hockey League
| Team                   | Arena                            | Kapazität | Heimatort                    | Beitritt |
| ---------------------- | -------------------------------- | --------- | ---------------------------- | -------- |
| Augusta RiverHawks     | James Brown Arena                | 9.167     | Augusta, Georgia             | 2010     |
| Columbus Cottonmouths  | Columbus Civic Center            | 7.509     | Columbus, Georgia            | 2004     |
| Fayetteville FireAntz  | Cumberland County Crown Coliseum | 8.500     | Fayetteville, North Carolina | 2004     |
| Huntsville Havoc       | Von Braun Center                 | 6.602     | Huntsville, Alabama          | 2004     |
| Knoxville Ice Bears    | James White Civic Coliseum       | 7.141     | Knoxville, Tennessee         | 2004     |
| Louisiana IceGators    | Cajundome                        | 12.068    | Lafayette, Louisiana         | 2009     |
| Mississippi RiverKings | DeSoto Civic Center              | n/A       | Southaven, Mississippi       | 2011     |
| Mississippi Surge      | Mississippi Coast Coliseum       | 9.150     | Biloxi, Mississippi          | 2009     |
| Pensacola Ice Flyers   | Pensacola Civic Center           | 8.150     | Pensacola, Florida           | 2009     |

## Reguläre Saison

### Abschlusstabelle
Abkürzungen: GP = Spiele, W = Siege, L = Niederlagen, T = Unentschieden, OTL = Niederlage nach Overtime, GF = Erzielte Tore, GA = Gegentore, Pts = Punkte
|                        | GP | W  | L  | OTL | GF  | GA  | Pts |
| ---------------------- | -- | -- | -- | --- | --- | --- | --- |
| Augusta RiverHawks     | 56 | 36 | 13 | 7   | 206 | 159 | 79  |
| Columbus Cottonmouths  | 56 | 35 | 16 | 5   | 185 | 155 | 75  |
| Knoxville Ice Bears    | 56 | 32 | 16 | 8   | 208 | 170 | 72  |
| Pensacola Ice Flyers   | 56 | 30 | 22 | 4   | 187 | 176 | 64  |
| Mississippi Surge      | 56 | 29 | 24 | 3   | 166 | 162 | 61  |
| Mississippi RiverKings | 56 | 25 | 28 | 3   | 167 | 177 | 53  |
| Louisiana IceGators    | 56 | 24 | 27 | 5   | 177 | 202 | 53  |
| Huntsville Havoc       | 56 | 22 | 28 | 6   | 163 | 198 | 50  |
| Fayetteville FireAntz  | 56 | 19 | 32 | 5   | 180 | 240 | 43  |

## President’s-Cup-Playoffs
| President’s-Cup-Viertelfinale | President’s-Cup-Viertelfinale | President’s-Cup-Viertelfinale |   |                       | President’s-Cup-Halbfinale | President’s-Cup-Halbfinale | President’s-Cup-Halbfinale |  |  | President’s-Cup-Finale | President’s-Cup-Finale | President’s-Cup-Finale |
|                               |                               |                               |   |                       |                            |                            |                            |  |  |                        |                        |                        |
| 2                             | Columbus Cottonmouths         | 2                             |   |                       |                            |                            |                            |  |  |                        |                        |                        |
| 7                             | Louisiana IceGators           | 0                             |   |                       |                            |                            |                            |  |  |                        |                        |                        |
| 7                             | Louisiana IceGators           | 0                             | 2 | Columbus Cottonmouths | 2                          |                            |                            |  |  |                        |                        |                        |
|                               |                               |                               | 2 | Columbus Cottonmouths | 2                          |                            |                            |  |  |                        |                        |                        |
|                               | 8                             | Huntsville Havoc              | 0 |                       |                            |                            |                            |  |  |                        |                        |                        |
| 1                             | 8                             | Huntsville Havoc              | 0 | Augusta RiverHawks    | 1                          |                            |                            |  |  |                        |                        |                        |
| 1                             |                               |                               |   | Augusta RiverHawks    | 1                          |                            |                            |  |  |                        |                        |                        |
| 8                             | Huntsville Havoc              | 2                             |   |                       |                            |                            |                            |  |  |                        |                        |                        |
| 8                             | Huntsville Havoc              | 2                             | 2 | Columbus Cottonmouths | 2                          |                            |                            |  |  |                        |                        |                        |
|                               |                               |                               |   | Columbus Cottonmouths | 2                          |                            |                            |  |  |                        |                        |                        |
|                               | 4                             | Pensacola Ice Flyers          | 0 |                       |                            |                            |                            |  |  |                        |                        |                        |
| 3                             | 4                             | Pensacola Ice Flyers          | 0 | Knoxville Ice Bears   | 2                          |                            |                            |  |  |                        |                        |                        |
| 3                             |                               |                               |   | Knoxville Ice Bears   | 2                          |                            |                            |  |  |                        |                        |                        |
| 6                             | Mississippi RiverKings        | 1                             |   |                       |                            |                            |                            |  |  |                        |                        |                        |
| 6                             | Mississippi RiverKings        | 1                             | 3 | Knoxville Ice Bears   | 0                          |                            |                            |  |  |                        |                        |                        |
|                               |                               |                               | 3 | Knoxville Ice Bears   | 0                          |                            |                            |  |  |                        |                        |                        |
|                               | 4                             | Pensacola Ice Flyers          | 2 |                       |                            |                            |                            |  |  |                        |                        |                        |
| 4                             | 4                             | Pensacola Ice Flyers          | 2 | Pensacola Ice Flyers  | 2                          |                            |                            |  |  |                        |                        |                        |
| 4                             |                               |                               |   | Pensacola Ice Flyers  | 2                          |                            |                            |  |  |                        |                        |                        |
| 5                             | Mississippi Surge             | 0                             |   |                       |                            |                            |                            |  |  |                        |                        |                        |

## Vergebene Trophäen
| Auszeichnung                                                   | Spieler                    | Team                                   |
| -------------------------------------------------------------- | -------------------------- | -------------------------------------- |
| Coach of the Year Bester Trainer                               | Jeff Bes                   | Mississippi Surge                      |
| Most Valuable Player Bester Spieler der regulären Saison       | Kevin Swider               | Knoxville Ice Bears                    |
| Scoring Leader Bester Scorer der regulären Saison              | Kevin Swider               | Knoxville Ice Bears                    |
| Rookie of the Year Bester Rookie der regulären Saison          | Kiefer Smiley Jordan Chong | Mississippi Surge Pensacola Ice Flyers |
| Defenseman of the Year Bester Verteidiger der regulären Saison | Mark Van Vliet             | Knoxville Ice Bears                    |
| Goaltender of the Year Bester Torhüter der regulären Saison    | Ian Vigier                 | Columbus Cottonmouths                  |
| President’s Cup Gewinner der Playoffs                          | Columbus Cottonmouths      | Columbus Cottonmouths                  |
| William B. Coffey Trophy Bestes Team der regulären Saison      | Augusta RiverHawks         | Augusta RiverHawks                     |